# حديقة حيوانات سالزبوري
حديقة حيوان سالزبوري (بالإنجليزية: Salisbury Zoo) هي حديقة حيوانات تقع في مدينة سالزبوري، ماريلاند، الولايات المتحدة. تمتد الحديقة على مساحة تبلغ 12 فدانًا (4.9 هكتارات) وتضم حوالي 100 حيوان من 38 نوعًا، معظمها من أمريكا الشمالية وأمريكا الجنوبية.

## التاريخ
بدأت الحديقة في عام 1954 عندما تم وضع الأيائل في حظيرة في حديقة المدينة. لاحقًا، تم إضافة دببة سوداء أمريكية وذئاب، وتوسعت الحديقة تدريجيًا لتصبح حديقة حيوانات كاملة. في عام 1976، تم تعيين لويس ر. روث كأول مدير دائم لحديقة الحيوانات، حيث كان يشتهر بأسلوبه التربوي في رعاية الحيوانات، وقد ساعد في تشكيل الحديقة لتكون واحدة من أكثر حدائق الحيوان احترامًا في المنطقة.

## الحيوانات
تضم حديقة حيوان سالزبوري أنواعًا مختلفة من الحيوانات، تركز بشكل خاص على الأنواع من أمريكا الشمالية والجنوبية. من بين الحيوانات التي يمكن رؤيتها هناك:
- النسور الصلعاء

- الدببة السوداء

- القردة الكبوشية

- اللاما

- طيور الجارحة

- الغزلان

- التماسيح

- النمور

- القيوط

## الدخول والموقع
الحديقة تقع على طول نهر ووكوميكو، وتتمتع بإمكانية دخول مجاني للزوار، وهي واحدة من عدد قليل من حدائق الحيوان في الولايات المتحدة التي لا تفرض رسوم دخول. تحظى الحديقة بشعبية بين العائلات والمدارس والمجموعات التعليمية، وتُعد مقصدًا سياحيًا معروفًا في المنطقة.

## البرامج التعليمية
توفر الحديقة برامج تعليمية متنوعة للزوار من جميع الأعمار، بما في ذلك الجولات الإرشادية، والعروض التعليمية، وفرص التفاعل المباشر مع بعض الحيوانات. كما تروج الحديقة للوعي البيئي وجهود الحفظ.

## روابط خارجية
- الموقع الرسمي لحديقة حيوان سالزبوري